# هوارد روزنتال
هوارد روزنتال (بالإنجليزية: Howard Rosenthal) هو عالم سياسة أمريكي، ولد في 1939.